# Комаров, Николай Николаевич
Никола́й Никола́евич Комаро́в (1919—1995) — полковник Советской Армии, участник советско-финской и Великой Отечественной войн, Герой Советского Союза (1940).

## Биография
Николай Комаров родился 14 апреля 1919 года в селе Кораблино. Окончил неполную среднюю школу и школу фабрично-заводского ученичества, после чего работал в колхозе. В 1937 году он окончил один курс Рязанского зооветеринарного техникума, после чего был призван на службу в Рабоче-крестьянскую Красную Армию. В 1939 году Комаров окончил Рязанское пехотное училище.
Участвовал в боях советско-финской войны, будучи командиром роты 541-го стрелкового полка 136-й стрелковой дивизии 13-й армии Северо-Западного фронта. Незадолго до начала наступления советских войск рота Комарова при поддержке артиллерии и танков вклинилась в финскую оборону на 700 метров и удерживала этот рубеж. Впоследствии в данную брешь были введены основные силы полка, что позволило окончательно прорвать вражескую оборону.
Указом Президиума Верховного Совета СССР от 7 апреля 1940 года за «образцовое выполнение боевых заданий командования на фронте борьбы с финской белогвардейщиной и проявленные при этом отвагу и геройство» лейтенант Николай Комаров был удостоен высокого звания Героя Советского Союза с вручением ордена Ленина и медали «Золотая Звезда» за номером 335.
С 1942 года — на фронтах Великой Отечественной войны, прошёл путь от Северного Кавказа до Берлина. После окончания войны Комаров продолжил службу в Советской Армии. В 1955 году он окончил Военную академию имени Фрунзе. В 1962 году в звании полковника Комаров был уволен в запас. Проживал в Рязани, работал инженером Рязанского завода электроприборов. Умер 24 ноября 1995 года, похоронен на Скорбященском кладбище в Рязани.
Был также награждён тремя орденами Отечественной войны 1-й степени, орденом Отечественной войны 2-й степени, двумя орденами Красной Звезды, рядом медалей.

## Память
- В селе Кораблино одна из улиц названа в честь Комарова[источник не указан 3301 день].
- Имя Героя присвоено Рязанскому колледжу профтехобразования[3].